# Quatrième République (Corée du Sud)
 (août 2022).
대한민국
1972–1981
Entités précédentes :
- Troisième République

Entités suivantes :
- Cinquième République

La Quatrième République (coréen : 제4공화국 ; Hanja : 第四共和國 ; RR : Je-sa Gonghwaguk) est le gouvernement de la Corée du Sud de novembre 1972 à mars 1981.
La Quatrième République est fondée sur l'approbation de la Constitution de Yushin lors du référendum constitutionnel de 1972, codifiant les pouvoirs dictatoriaux de facto détenus par le président Park Chung-hee et succédant à la Troisième République. Park et son Parti républicain démocrate ont gouverné sous le système Yushin centralisé et autoritaire jusqu'à l'assassinat de Park le 26 octobre 1979. La Quatrième République entre dans une période d'instabilité politique sous le successeur de Park, Choi Kyu-hah, et l'escalade de la loi martiale déclarée après le décès de Park. Choi est officieusement renversé par Chun Doo-hwan lors du coup d'État du 12 décembre en décembre 1979 et commence la répression armée du mouvement de démocratisation de Gwangju contre la loi martiale. Chun lance le coup d'État du 17 mai en mai 1980, établissant une dictature militaire sous le Conseil national pour la réunification et dissolvant l'Assemblée nationale, et est élu président par le conseil lors de l'élection présidentielle d'août 1980. La Quatrième République est dissoute lors de l'adoption d'une nouvelle constitution en mars 1981 et remplacée par la Cinquième République.

## Histoire

### Proclamation
Le 10 octobre 1972, Park a lancé un coup d'État connu sous le nom de Restauration d'Octobre, dissolvant l'Assemblée nationale, suspendant la constitution de 1963, déclarant la loi martiale dans tout le pays et commandant des travaux sur une toute nouvelle constitution. Park s'était inspiré pour son auto-coup d'État de Ferdinand Marcos, le président des Philippines, qui avait orchestré un coup d'État similaire quelques semaines plus tôt.

### Assassinat de Park Chung-hee et dissolution
Le 26 octobre 1979, Park a été assassiné dans un refuge à l'intérieur du complexe présidentiel de la Maison Bleue par Kim Jae-gyu, directeur de l'Agence centrale de renseignement coréenne (KCIA) et chef de la sécurité du président. Park, quatre de ses gardes du corps et son chauffeur ont été tués par Kim et d'autres agents de la KCIA pour des raisons inconnues. La mort de Park après 18 ans de régime dictatorial a provoqué des troubles politiques immédiats en Corée du Sud. Park a été remplacé par Choi Kyu-hah, le Premier ministre depuis 1975, assumant le pouvoir en tant que président par intérim, mais a été presque immédiatement marginalisé par des factions concurrentes dans l'armée. Après la déclaration de la loi martiale après la mort de Park, le général Jeong Seung-hwa a agi en tant qu'administrateur en chef du gouvernement et a nommé le général de division Chun Doo-hwan le même jour pour diriger un quartier général d'enquête conjoint. Le 27 octobre, Chun a unilatéralement pris le contrôle de la KCIA et de l'appareil de renseignement gouvernemental. Le 6 décembre, le Conseil national pour l'unification a confirmé Choi Kyu-hah comme président conformément au cadre de la Constitution de Yusin, mais six jours plus tard, Chun a dirigé le coup d'État du 12 décembre, arrêtant et détenant de force le général Jeong. À ce stade, Choi avait perdu toute autorité significative au sein du gouvernement et au début de 1980, Chun s'installa au poste de directeur de la KCIA.
En mai 1980, Chun a lancé le coup d'État du 17 mai , établissant une dictature militaire sous le Conseil national pour la réunification et dissolvant l'Assemblée nationale, et le lendemain, le soulèvement de Gwangju a commencé en signe de protestation à Gwangju. En réponse, Chun a renforcé la loi martiale et réprimé violemment les manifestations avec les troupes, avec environ 200 à 600 personnes qui seraient mortes dans les troubles. Bien que le soulèvement de Gwangju ait été réprimé avec succès, il a consolidé l'élan du soutien national à la démocratie en Corée du Sud. En août, Choi a démissionné et Chun a été élu président lors de l'élection présidentielle de 1980 par le Conseil national, se présentant sans opposition et remportant 99,37 % des voix. En octobre, Chun a aboli tous les partis politiques et a créé le sien, le Parti de la justice démocratique, qui était en fait une nouvelle image du Parti républicain démocratique de Park qui dirigeait la Corée du Sud depuis 1963. Chun a promulgué une nouvelle constitution moins autoritaire que la Constitution Yusin de Park, mais donnait encore des pouvoirs assez larges au président.
La Quatrième République a été dissoute le 3 mars 1981 lorsque Chun a été officiellement investi en tant que président après avoir été réélu lors de l'élection présidentielle de février 1981, et la Cinquième République a été établie.

## Relations internationales
Une variété d'événements dans la diplomatie internationale a conduit le régime de Park à reconsidérer sa position diplomatique. Il convient de noter la normalisation des relations diplomatiques des États-Unis avec la république populaire de Chine, qui a jeté le doute sur la capacité de la Corée du Sud à compter sur le soutien des États-Unis pendant la guerre froide. Le gouvernement sud-coréen a commencé à établir des relations diplomatiques avec de nombreux pays, comme le Canada. En outre, la première série de pourparlers de la Croix-Rouge a eu lieu entre la Corée du Sud et la Corée du Nord. Park a également annoncé des plans pour une éventuelle réunification.